# Brevidentavis
Brevidentavis (que significa "pájaro de dientes cortos") es un género de ave ornituromorfa de la Formación Xiagou del Cretácico Inferior (Aptiense) en la provincia de Gansu, China. El género contiene una sola especie, Brevidentavis zhangi, conocida a partir de un espécimen que incluye un cráneo parcial y vértebras cervicales. El holotipo de Brevidentavis muestra dientes inusualmente romos en su mandíbula inferior, lo que, según los autores que lo describen, puede indicar una dieta especializada. Su dentición muestra similitudes con la de las hesperornitas y, de hecho, puede ser un miembro temprano de ese grupo.

## Etimología
El nombre genérico, "Brevidentavis", combina el latín "brevis", que significa "corto", "dent", que significa "diente" y "avis", que significa "pájaro". El nombre específico, " zhangi ", honra a Zhang Xing, quien participó en la expedición donde se descubrió el holotipo fósil. Su descripción también utiliza el nombre Brachydontornis, que significa lo mismo excepto que las raíces están en griego.